# Vilhelmina distrikt
Vilhelmina distrikt är ett distrikt i Vilhelmina kommun och Västerbottens län. Distriktet ligger omkring Vilhelmina i södra Lappland och gränsar till Jämtland och Norge.

## Tidigare administrativ tillhörighet
Distriktet inrättades 2016 och utgörs av hela Vilhelmina kommun som motsvarar Vilhelmina socken. En del av området utgjorde Vilhelmina köping efter utbrytning ur socknen 1947 till återsammanslagningen 1965.
Området motsvarar den omfattning Vilhelmina församling hade 1999/2000.

## Tätorter och småorter
I Vilhelmina distrikt finns en tätort och åtta småorter.

### Tätorter
- Vilhelmina

### Småorter
- Dikanäs
- Klimpfjäll
- Latikberg
- Lövliden
- Malgovik
- Nästansjö
- Saxnäs
- Skansholm